# Junonia zonalis
Junonia zonalis är en fjärilsart som beskrevs av Felder 1867. Junonia zonalis ingår i släktet Junonia och familjen praktfjärilar. Inga underarter finns listade i Catalogue of Life.